# Spielbank Bad Homburg

Logo der Spielbank Bad Homburg

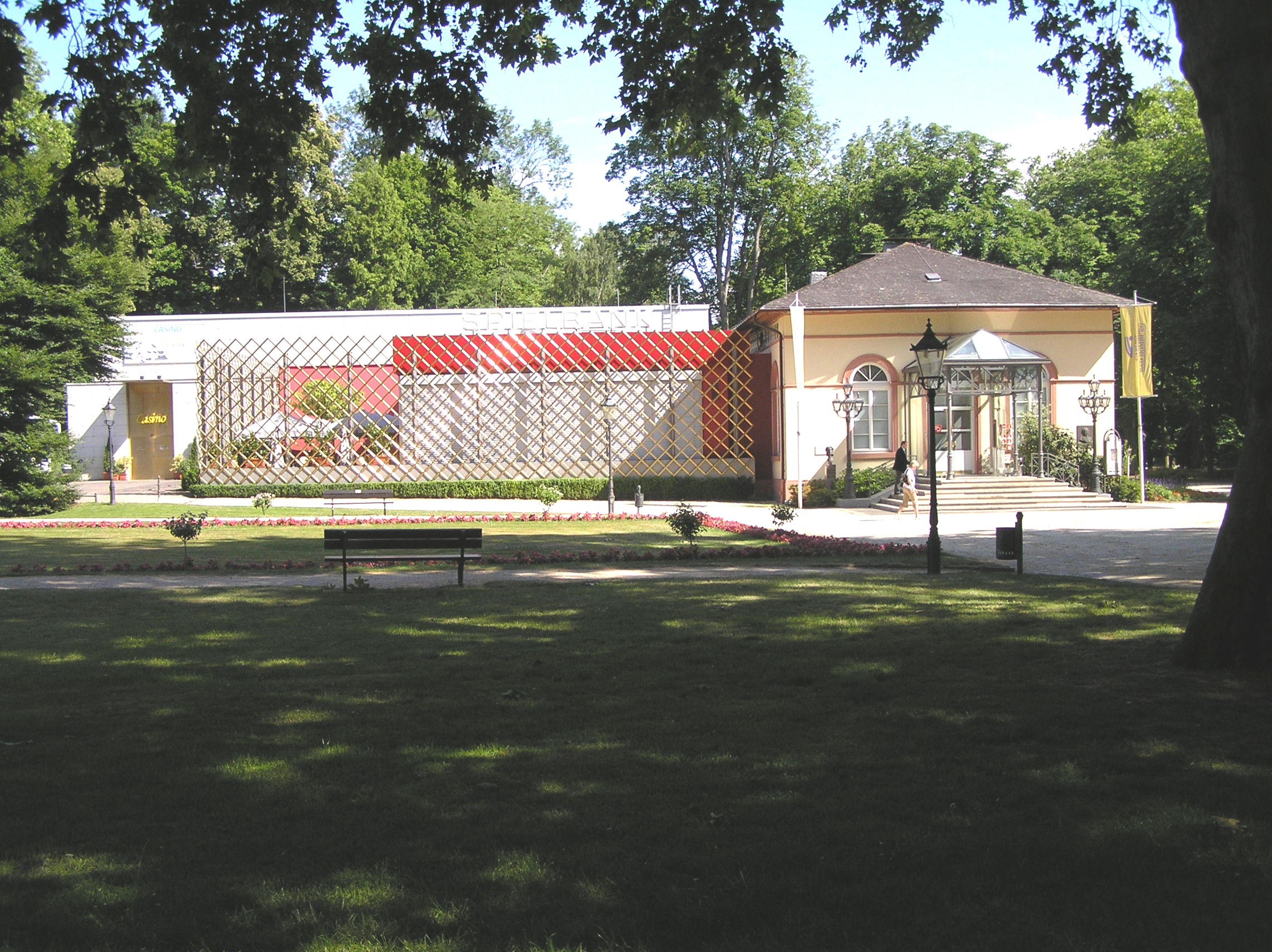
Vorderseite der Spielbank

Die Spielbank Bad Homburg befindet sich im Kurpark der gleichnamigen Stadt, nahe dem Kaiser-Wilhelms-Bad. Zu Werbezwecken bezeichnet sie sich selbst als Mutter von Monte Carlo.

## Geschichte

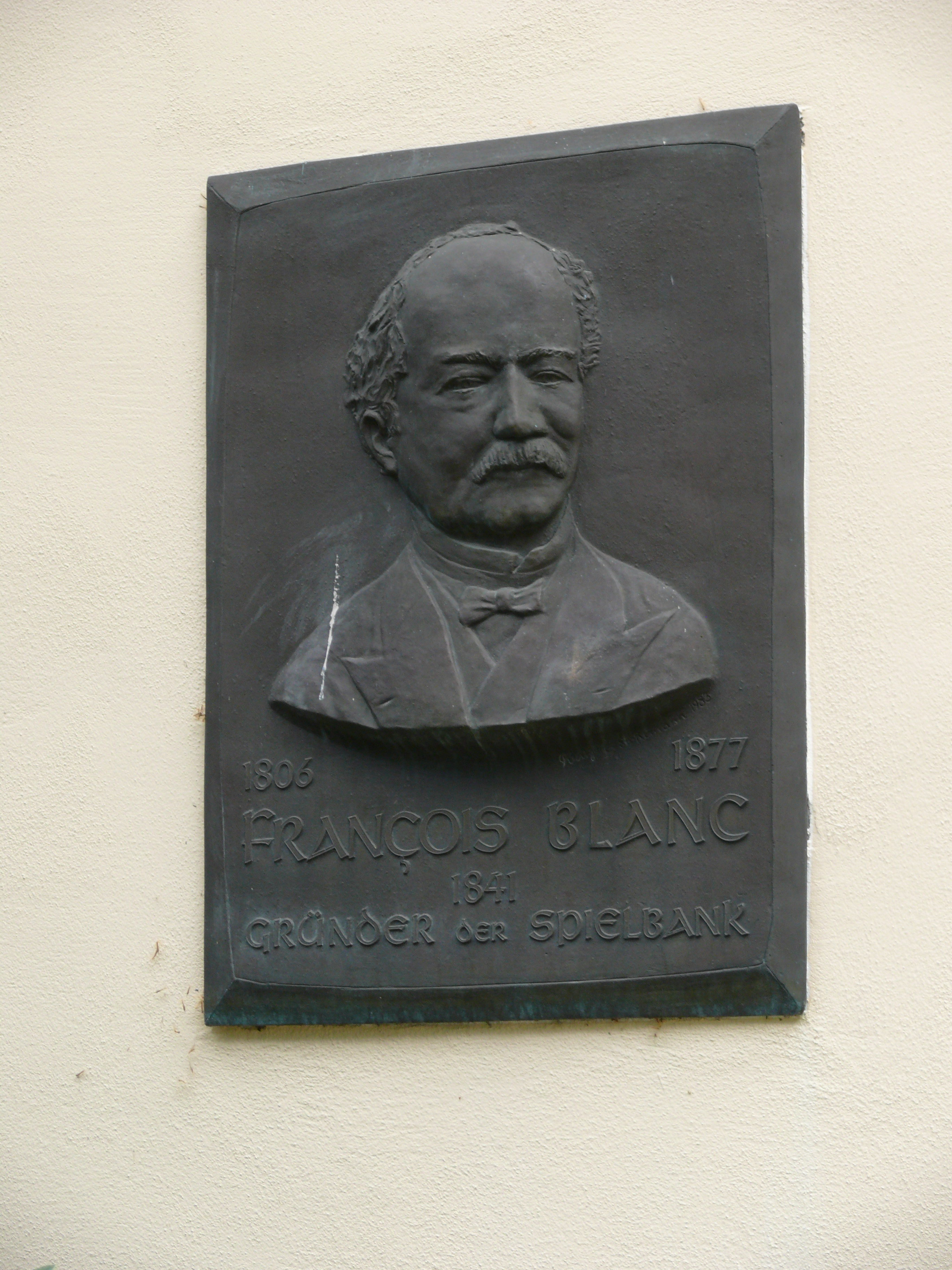
Gedenktafel an der Frontseite

Nachdem in den 1820er Jahren mit der Ludwigsquelle die erste Heilquelle in Bad Homburg entdeckt worden war, entstand bald der Wunsch, Bad Homburg in den Rang einer Kurstadt zu erheben. 1830 wurde der Plan gefasst, eine Aktiengesellschaft zum Bau eines Kurparks und Kurhauses zu gründen. Teil der Überlegungen war die Errichtung einer Spielbank. Diese Pläne wurden wieder aufgegriffen, als Landgraf Ludwig von Hessen-Homburg 1838 in Luxemburg die Zwillingsbrüder François und Louis Blanc kennenlernte, die dort ein Kasino betrieben. Am 19. Juli 1840 wurde ein Vertrag zwischen dem Landgrafen und den Brüdern Blanc geschlossen, der den Blancs eine Konzession über 30 Jahre zum Betrieb einer Spielbank in Bad Homburg zusicherte. Im Gegenzug wurde eine steigende Pacht vereinbart, die am Ende 10.000 Gulden pro Jahr erreichen sollte. Außerdem mussten die Gebrüder Blanc das Kurhaus für mindestens 100.000 Gulden errichten und dem Landgrafen übereignen.

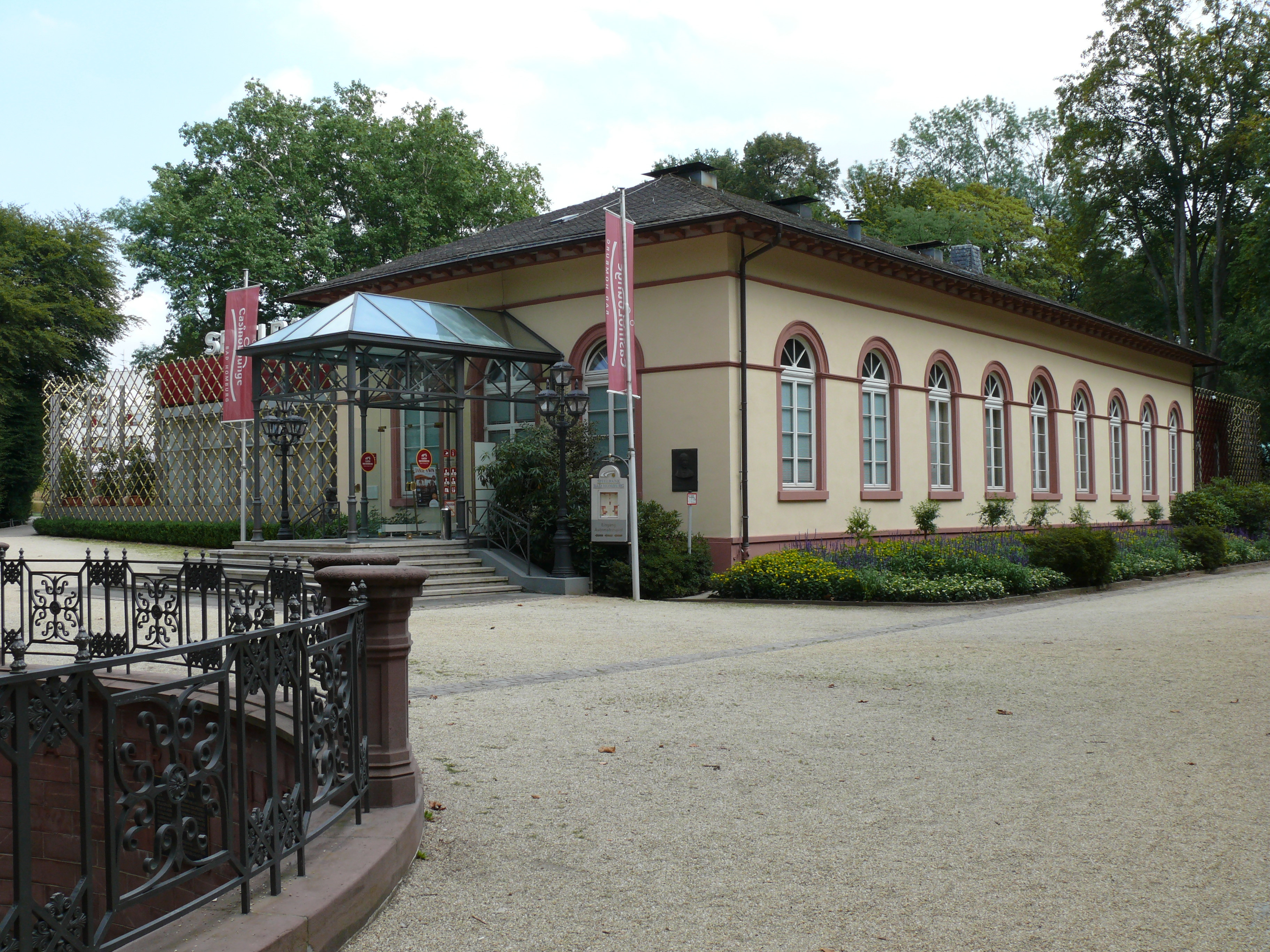
Spielbank Bad Homburg

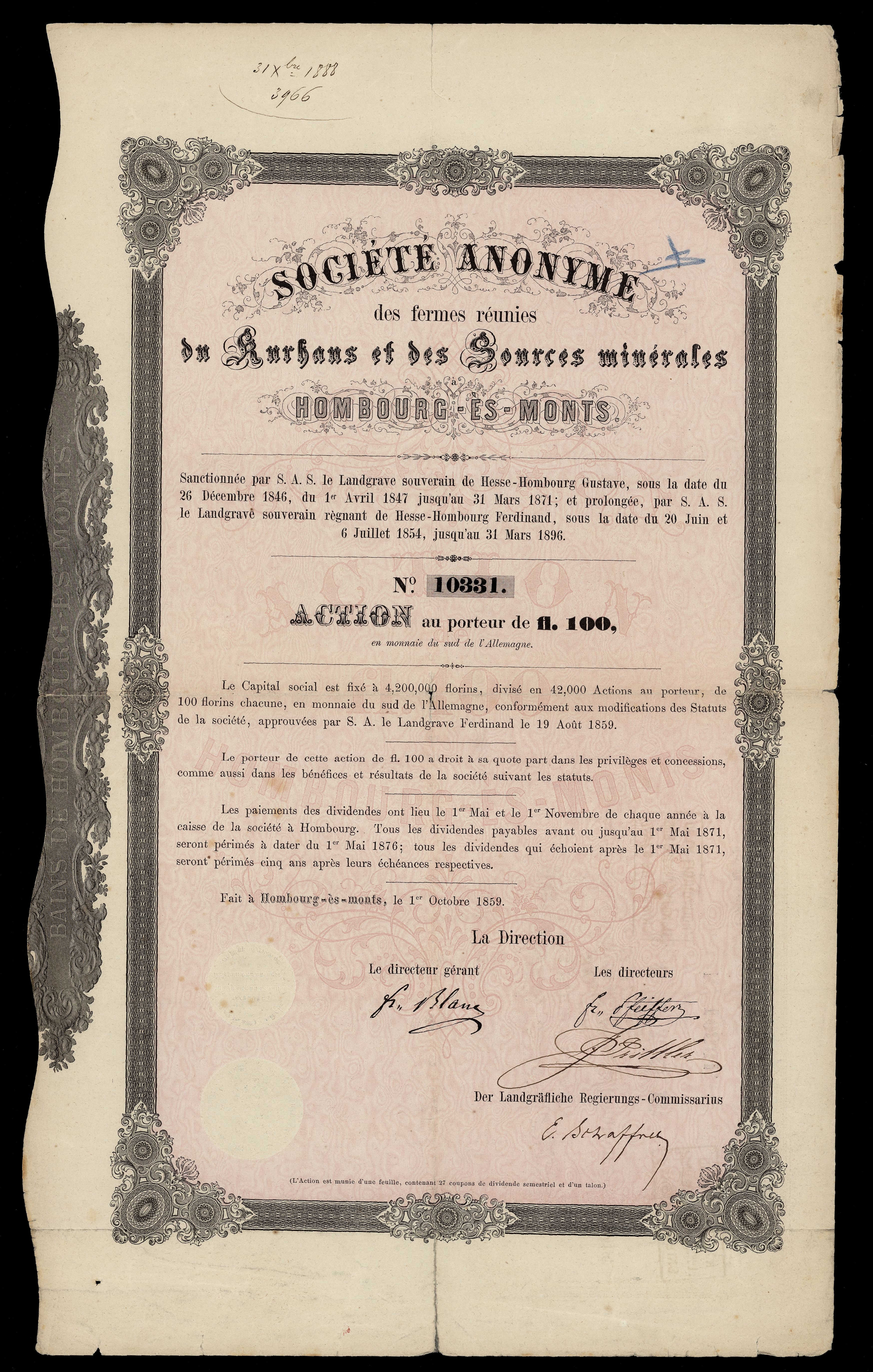
Aktie der „Société anonyme des fermes réunies du Kurhaus et des Sources minérales à Hombourg-ès-monts“ vom 1. Oktober 1859

Eröffnet wurde die Spielbank am 23. Mai 1841 in der damals überregional noch unbedeutenden Stadt, deren Aufstieg zu einer bedeutenden internationalen Kurstadt direkt auf das Engagement der Brüder zurückzuführen ist, die aus den Kasinoeinnahmen neben dem Kurhaus auch die Straßenbeleuchtung und eine Eisenbahnverbindung nach Frankfurt finanzierten.
Die Spielbank wurde für die Stadt Bad Homburg, die Landgrafen und die Gebrüder Blanc zu einem außerordentlichen wirtschaftlichen Erfolg. Bad Homburg wurde zur internationalen Kurstadt, die den Geld- und den Geburtsadel anzog. Der Landgraf stellte immer neue Forderungen und konnte seine chronischen Finanzprobleme mindern. Die Gebrüder Blanc erwarben ein großes Vermögen durch den Erfolg der Spielbank. Beide verzichteten beim Roulette auf das damals übliche Doppelzéro. Die hierdurch verbesserten Chancen der Spieler lockten europaweit Spieler an und trugen zu sprudelnden Gewinnen bei. In seinem Roman Der Spieler verewigte Fjodor Dostojewski die Atmosphäre des damaligen Spielbetriebs. Da Dostojewski erst in Wiesbaden, dann in Baden-Baden, und ab Oktober 1863 in Bad Homburg spielte, ist jedoch strittig, welche der Spielbanken im Roman beschrieben ist. In der Erzählung wird Homburg explizit als solches erwähnt, „Roulettenburg“ wird hingegen als nicht identischer Ort beschrieben.

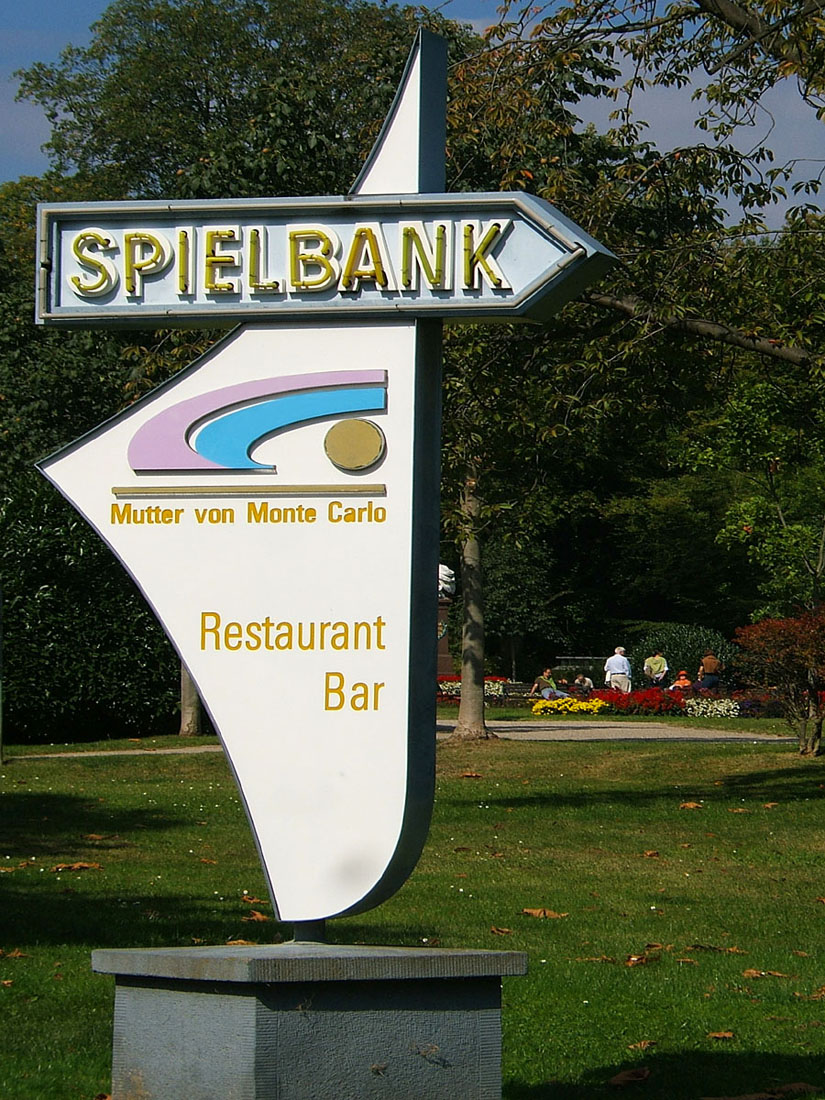
Wegweiser zur „Mutter von Monte Carlo“

Der Spielbetrieb fand im Spielsaal des Kurhauses statt. Seit der Erweiterung 1850 befand sich dieser Spielsaal im linken Flügel des schlossähnlichen Kurhauses. Die Sprache war überwiegend Französisch, die Bediensteten kamen zum Großteil aus dem damals Französisch sprechenden Friedrichsdorf. Aufgrund des Residenzverbotes durften die Bürger der Landgrafschaft nicht in der Spielbank spielen. Das Residenzverbot für die hessischen Spielbanken wurde erst am 1. März 1986 aufgehoben.
1847 gründeten die Gebrüder Blanc die Société anonyme des fermes réunies du Kurhaus et des Sources minérales à Hombourg-ès-monts (Vereinigte Aktiengesellschaft zur Pachtung des Kurhauses und der Mineralquellen in Bad Homburg vor der Höhe), die bis Ende 1872 Konzessionsträger der Spielbank wurde.

## Spielbankverbot

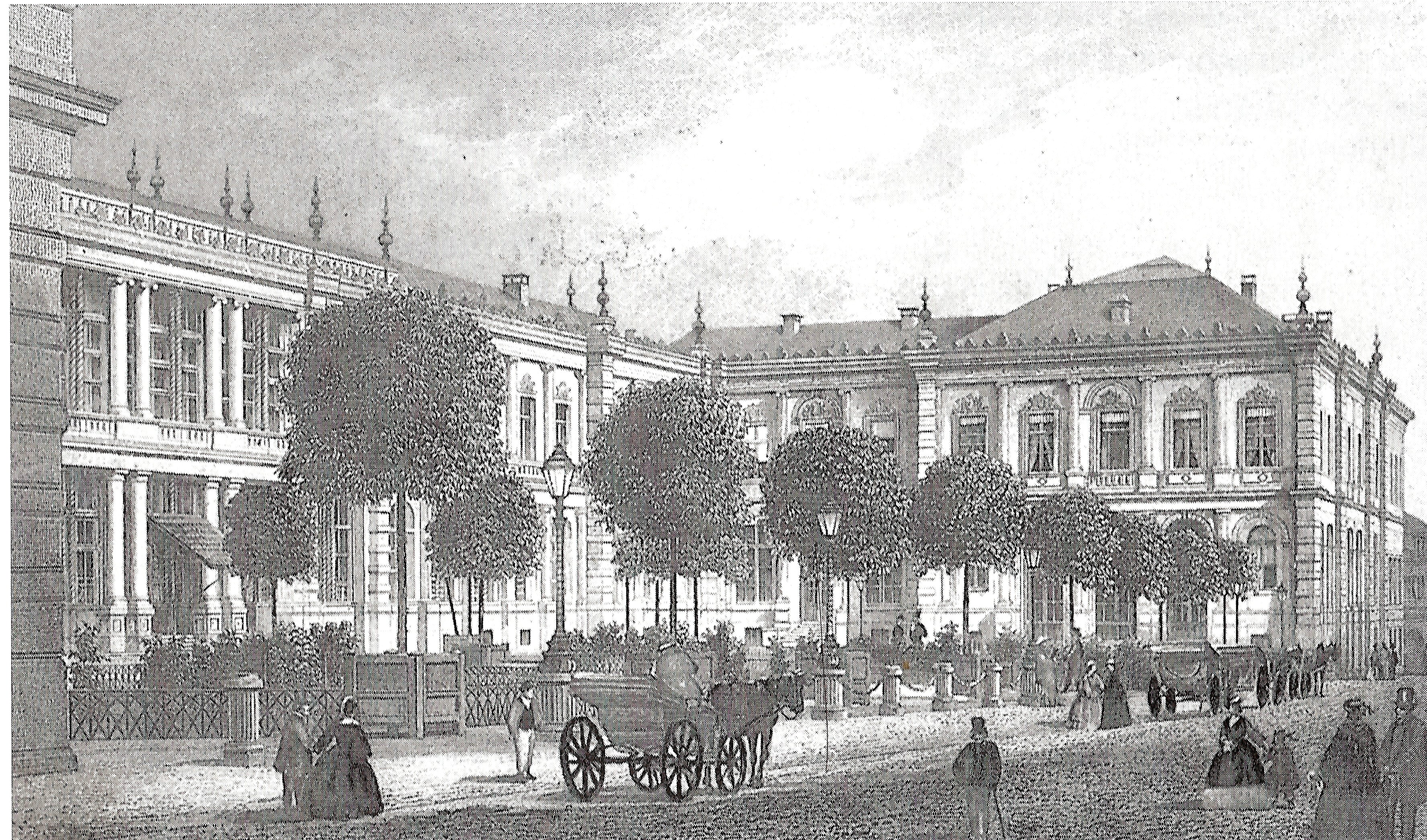
Kurhaus mit Spielbank, 1865

Der Betrieb von Spielbanken wurde vielfach als unmoralisch beurteilt. Nach der Märzrevolution wurde diese Beurteilung Teil der politischen Debatte. Am 8. Januar 1849 beschloss die Frankfurter Nationalversammlung ein zwölf Tage später verkündetes Gesetz, das die Aufhebung aller deutschen Spielbanken zum 1. Mai 1849 vorsah. Die Regierung der Landgrafschaft Hessen-Homburg forderte eine Entschädigung für den Spielbankpächter und die Staatskasse, konnte sich aber mit dieser Forderung nicht durchsetzen. Am 9. März 1849 protestierte Hessen-Homburg förmlich gegen das Gesetz. Die Provisorische Zentralgewalt schickte daraufhin am 7. Mai den Reichskommissar Theodor Friedrich Knyn mit 700 Mann Exekutionstruppen nach Homburg, um die Reichsexekution zu vollziehen. Die Betreiber sahen sich daraufhin gezwungen, die Spielbank zu schließen. Daraufhin rückte die Truppe am 9. Mai ab. Man gründete einen Cercle des étrangers und spielte „privat“ weiter. Es wurde eine Rezeption eingerichtet, an der jeder Kommende eine kostenlose Eintrittskarte erhielt, die auch für das Lesekabinett galt. Offiziell durch ministeriellen Erlass aufgehoben wurde die Schließung am 17. März 1851, ab 28. August durfte dann auch wieder „öffentlich“ gespielt werden.
Im Oktober 1866 annektierte Preußen große Gebiete in Deutschland, darunter die Städte Wiesbaden, Ems und Homburg mit ihren Spielbanken. Das führte erneut zur Debatte über eine Schließung. Am 26. Februar 1868 verabschiedete das preußische Abgeordnetenhaus ein Verbot der Spielbanken mit befristeter Weiterbetreibung, doch sofortigem Verbot des Spiels an Sonn- und Feiertagen. Am 28. Februar wurde das Verbot auch im Herrenhaus angenommen und am 5. März trat es in Kraft, nachdem es vom König, seinem Ministerpräsidenten Bismarck und allen Ministern unterschrieben worden war. Nach der Gründung des Deutschen Reiches wurde das Verbot auf das ganze Reichsgebiet ausgedehnt, und alle Spielbanken, zum Beispiel auch Baden-Baden, mussten spätestens am 31. Dezember 1872 schließen. Um eventuelle Tumulte an den letzten Spieltagen zu vermeiden, gab François Blanc bekannt, dass man am 30. und 31. Dezember (Montag und Dienstag) nicht mehr öffnen würde, dennoch wurde normal weitergespielt bis zur letzten Minute um 23 Uhr am 31. Dezember 1872.
François Blanc widmete sich fortan ausschließlich der heute weltberühmten Spielbank Monte Carlo, welche er 1863 übernommen hatte und führte diese zu noch größerem Erfolg als Homburg. Deshalb nennt sich die Spielbank Bad Homburg seit ihrer Wiedereröffnung am 7. April 1949 Mutter von Monte Carlo. Schwerer wurde die Stadt Bad Homburg getroffen. 1873 brachen die Kurgastzahlen auf die Hälfte ein, doch konnte die Stadt als bloße Kurstadt immer noch für eine ganze Weile ganz gut auskommen, da die befristete Weiterbetreibung der Spielbank von 1868 bis 1872 an die Einzahlung von zwei Fünfteln des Reingewinns in einen „Kurfonds“ gebunden war.

## Neueröffnung

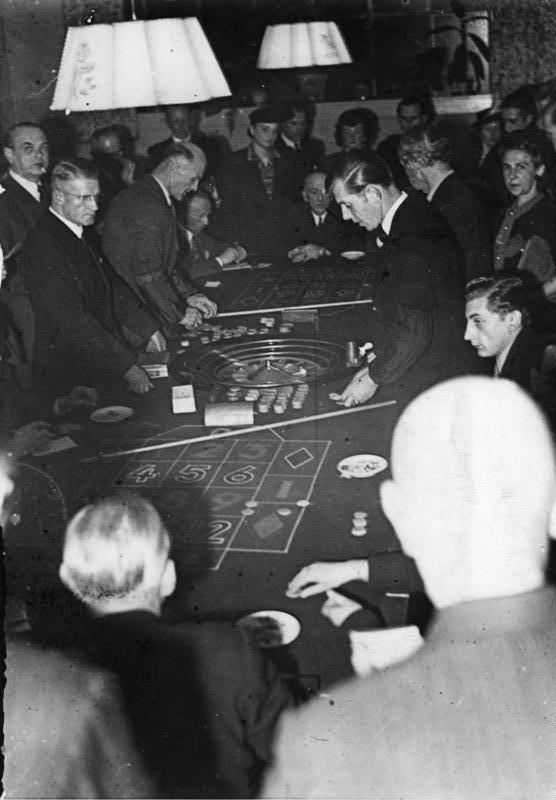
Neueröffnung der Spielbank

Erst am 7. April 1949 wurde die Spielbank im Kurpark Bad Homburg wieder eröffnet. Konzessionär war Hermann Heidtmann. Ab 1976 war die Spielbank Bad Homburg Wicker & Co. KG Konzessionär und Betreiber der Spielbank. 360.000 Besucher im Jahr 2000 führten zu Bruttospielerlösen von 73 Mio. DM. 89 Prozent der Einnahmen der Spielbank erhalten das Land Hessen und die Stadt Bad Homburg als Konzessionsabgabe gemäß § 7 ff. Hessisches Spielbankgesetz. Zum 1. Januar 2013 übernahm die Bewirtschaftung die François-Blanc-Spielbank GmbH Bad Homburg, eine Tochter der wiederum zu 100 Prozent städtischen Kur- und Kongress GmbH.